# Ortalis fenestrata
Ortalis fenestrata är en tvåvingeart som först beskrevs av Macquart 1835.  Ortalis fenestrata ingår i släktet Ortalis och familjen fläckflugor.
Artens utbredningsområde är Frankrike. Inga underarter finns listade i Catalogue of Life.